# Carolina Miranda
Carolina Miranda Olvera (Irapuato, 25 juin 1990), plus connue sous le nom de Carolina Miranda, est une actrice et présentatrice mexicaine considérée comme l'une des plus belles actrices mexicaines actuelles. Elle est surtout connue pour son rôle de Vicenta Acero "La Coyote", dans la série Telemundo, Señora Acero,et Elisa Lazcano dans la série Netflix, Qui a tué Sara ?.

## Carrière
En 2012, elle a fait ses débuts dans les telenovelas en participant à Los Rey, en tant que protagoniste juvénile jouant "Fina". 
En 2014, elle participe à Las Bravo, protagoniste jeune jouant Carmen Bravo.
En 2015, elle participe à l'émission de télé-réalité "La Isla" et fait partie de la pièce de théâtre de Vicente Leñero "La visita del Ángel" mise en scène par Raul Quintanilla. 
En 2016, elle joue dans la troisième saison de Señora Acero en interprétant Vicenta Acero "La Coyote", marquant ainsi sa carrière aux Etats-Unis avec 3 saisons supplémentaires en 2017 et 2018. 
En 2018, elle accueille différents événements dans le cadre des comédies musicales du Dolby Theatre. 
En 2019, elle a joué dans Claramente, une sitcom pour Clarovideo.
En 2020, pendant la pandémie, elle réalise un podcast avec deux acteurs du casting de Señora Acero, le coyote Oka Ginner et Alex Oliva, Eso no es de Princesas, dont les épisodes sont diffusés le jeudi à 18h00, heure du Mexique, sur sa chaîne YouTube.
En 2021, elle a participé à la série Qui a tué Sara ? dans le rôle d'Elisa.
En Mai 2023, elle incarne Camila Roman, personnage principal de la série Netflix Faux Profil en 10 épisodes.

## Filmographie
- 2012-2013 : Los Rey : Delfina Rey Ortuña "Fina"
- 2014-2015 : Las Bravo : Carmen Bravo Díaz
- 2016 : Un día cualquiera : Marilupe / Annette / Liliana
- 2016-2019 : Señora Acero, La Coyote : Vicenta Acero / Vicenta Rigores
- 2018 : Héritage : Sofia
- 2019 : Claramente : Clara Díaz[5]
- 2019 : Dani Who ?
- 2021-2022 : Qui a tué Sara ? : Elisa Lazcano
- 2021 : Malverde: Le saint patron : Isabel Aguilar[6]
- 2023 : Faux Profil : Camila
- 2023 : La Esperanza : María Teresa Arteaga

## Théâtre
2015 - La visite de l'ange .... Malu, réalisé par Raul Quintanilla 

## Voix françaises
| - Kelly Marot dans (les séries télévisées) : - Qui a tué Sara ? - Faux Profil et aussi - Anna Fhima dans La Esperanza |

## Prix et reconnaissances
- Palmas de Oro pour la meilleure nouvelle actrice
- Produ Award de la meilleure actrice
- Prix Arlequín pour la création et le développement des personnages.
- Microphone d'or de la meilleure actrice